# Jerzy Kwaśniewicz
Jerzy Maria Kwaśniewicz (ur. 1938 we Lwowie) – polski harcmistrz, instruktor i działacz harcerski.

## Życiorys
Syn Władysława (1906–1945), który brał udział w obronie Lwowa 1918–1919 w trakcie wojny polsko-ukraińskiej (wuj Józef zginął w tych walkach), został harcerzem I Lwowskiej Drużynie Skautowej w stopniu podharcmistrza, instruktorem, podczas II wojny światowej był żołnierzem Armii Krajowej. Wówczas rodzina Kwaśniewiczów przeniosła się ze Lwowa do Sanoka.
Jerzy Kwaśniewicz został absolwentem kursu w Centralnej Szkole Szybowcowej w Lesznie, w 1958 ochotniczo wstąpił do wojsk powietrznodesantowych w Krakowie. Został członkiem Polskiego Związku Spadochronowego. Pracował zawodowo na stanowisku frezera w Sanockiej Fabryce Autobusów „Autosan”, od 1956, następnie ponownie od 1960 aż do przejścia na emeryturę. Hobbystycznie zajął się fotografią.
Po wojnie zaangażował się w harcerstwo w Sanoku w ramach Związku Harcerstwa Polskiego. W 1956 został instruktorem w ramach Hufca ZHP Sanok. Został członkiem Komendy Hufca w 1995 (ponownie w 2011), od 1985 Naczelnikiem Poczty Harcerskiej 72 Sanok (był inicjatorem i twórcą poczty harcerskiej). W ramach Chorągwi Podkarpackiej ZHP został członkiem władz, zastępcą przewodniczącego sądu harcerskiego Chorągwi Podkarpackiej (w 2011 w czwartej kadencji). Zajmuje się także  fotografowaniem. Z okazji jubileuszu 100-lecia harcerstwa na ziemi sanockiej, w 2011 wykonał projekt odznaki pamiątkowej i monety pamiątkowej o umownym nominale 1 harca. Był współzałożycielem w 1990 Klubu Towarzystwa Miłośników Lwowa i Kresów Południowo-Wschodnich w Sanoku, w którym został członkiem komisji rewizyjnej. 18 kwietnia 2009, w ramach akcji „Katyń… pamiętamy” / „Katyń… Ocalić od zapomnienia”, w tzw. Alei Katyńskiej na Cmentarzu Centralnym w Sanoku wraz z hm Ewą Wojtuszewską dokonał zasadzenia Dębu Pamięci, honorującego Aleksandra Ślączkę, ofiarę zbrodni katyńskiej.
Jest żonaty, ma dwoje dzieci: Dorotę i Wojciecha. Harcerzami zostali jego syn i wnukowie.

## Odznaczenia i wyróżnienia
- Krzyż Kawalerski Orderu Odrodzenia Polski (15 stycznia 2014, „za wybitne zasługi w działalności na rzecz rozwoju ruchu harcerskiego”)[20][21][22][23].
- Złoty Krzyż Zasługi (19 sierpnia 2005, „za zasługi w pracy wychowawczej z dziećmi i młodzieżą”)[24][25].
- Złoty Krzyż „Za Zasługi dla ZHP”
- Srebrny Krzyż „Za Zasługi dla ZHP” (1986)[26].
- Złota odznaka Towarzystwa Miłośników Lwowa i Kresów Południowo-Wschodnich (2000)[14].
- Odznaka honorowa The Royal British Legion (2007)[27].
- Tytuł honorowy „Wiarus Podkarpacia” (11 listopada 2009)[28][29].
- Krzyż Złoty z Gwiazdą „Za zasługi dla Związku Żołnierzy Wojska Polskiego” (2018)[30].
- Krzyż Złoty „Za zasługi dla Związku Żołnierzy Wojska Polskiego” (2016)[31][32].
- Odznaka Pamiątkowa 25-lecia Harcerskiej Ogólnopolskiej Akcji Ekologicznej „Florek” (2014)[33][34].
- Medal 100-lecia Poczt Harcerskich (2014)[35].
- Srebrna odznaka honorowa TG „Sokół” w Sanoku (2019)[36]